# チェ・ジリョン
チェ・ジリョン（朝鮮語: 최지룡)は、大韓民国の漫画家である。彼は反共漫画で有名である。代表作は「畜生道」と「幸福な人」。主に平凡な人たちが悲惨な結末を迎える漫画を描く。取り分け、「畜生道」では、堕落した主人公が破滅する展開が目を引く。
2012年韓国大統領選挙の際には、革新派である民主統合党の文在寅候補をこき下ろす風刺漫画を描いた。
2007年で、「ニュースライブ(newslive)」（旧フリーゾーンニュース(freezonenews)）においてインタビューを受け、論説を述べた。 彼はこのインタビューで、「韓国の安全保障の指数はゼロポイントです。」と述べた。
画風は、全般的に独特で。萌えの画風とは異なっている。大部分はツートーンで構成されていて、コントラストが激しい。
風刺漫画等、韓国国内の政治的なテーマを取り扱うものを主流としているため、日本での知名度は高くない。

## 主要作品
- 《畜生道》(축생도)
- 《幸福な人》(행복한 사람)
- 《旅路》(여로)
- 《ひまわり》(해바라기)
- 《花火の中の戦友愛》(불꽃속의 전우애)